# ميكيل لابوا
ميكيل لابوا مانسيسدور (15 يونيو 1934م - 1 ديسمبر 2008م)  كان واحدًا من أهم المطربين وكتّاب الأغاني في إقليم الباسك .
يعتبر بطريرك الموسيقى الباسكية، وكان لموسيقاه تأثير على الأجيال الشابة. والدليل على ذلك هو ألبوم التكريم شيروكي، أغاني ميكيل لابوا ("شيروكي: أغاني ميكيل لابوا")، الذي نشره في عام 1991م العديد من مجموعات موسيقى الروك والموسيقى الشعبية من الجيل الأصغر سنًا. تم اختيار ألبومه بات-هيرو ("واحد-ثلاثة") في استطلاع للقراء أجرته صحيفة دياريو فاسكو المحلية باعتباره أعظم ألبوم باسكي في التاريخ. يتم غناء جميع أغانيه تقريبًا باللغة الباسكية .

## السيرة الشخصية
ولد ميكيل لابوا في 15 يونيو 1934 في باسايا ، جيبوثكوا .
أمضى ما يقرب من عامين من طفولته في بلدة ليكيتيو ، بيزكايا . في الخمسينيات درس الطب والطب النفسي في بامبلونا إيرونيا . كان يوازن باستمرار بين مسيرته الفنية ومسيرته الطبية، والتي بدأت في وحدة الطب النفسي العصبي للأطفال في باتروناتو سان ميغيل في سان سيباستيان، حيث عمل لمدة 20 عامًا تقريبًا.
خلال سنوات دراسته أصبح مهتمًا بالموسيقى، متأثرًا بفنانين مثل أتاهوالبا يوبانكي وفيوليتا بارا . وعلى خطاهم، سيعرّف لابوا نفسه أيضًا على أنه "فنان سياسي". في عام 1958م ظهر لأول مرة في تياترو جاياري [الإنجليزية] في بامبلونا.
خلال ستينيات القرن العشرين، أسس مع فنانين آخرين من إقليم الباسك، بما في ذلك المغنية لورديس إيريوندو ، وزابيير ليتي، وبينيتو ليرتكسوندي ، المجموعة الثقافية إز دوك أمايرو ("ليس هناك 13")، والتي سعت بطرق عديدة إلى تنشيط الثقافة الباسكية، التي كانت نائمة لفترة طويلة تحت حكم النظام فرانكو . لقد كرسوا تركيزهم على إحياء اللغة الباسكية ومكانتها الاجتماعية. ضمن هذه المجموعة، برز لابوا مع بينيتو ليرتكسوندي كمثال رئيسي لما كان يسمى " موسيقى الباسك الجديدة ".
يمكن وصف موسيقى لابوا بأنها مزيج من التقاليد والشعر والتجريبية، بأسلوب كتابة الأغاني في الستينيات والسبعينيات، ولكنها تتمتع بلمسة شخصية قوية وصوت فريد. يجمع عمله بين المعايير القديمة المعاد تفسيرها بأسلوب حديث، والشعر الغنائي لمؤلفين مثل برتولت بريشت ، والمؤلفات المناسبة. تستحق الذكر بشكل خاص أغانيه التجريبية ليكيتيواك المبنية على الصيحات والأصوات الصوتية .

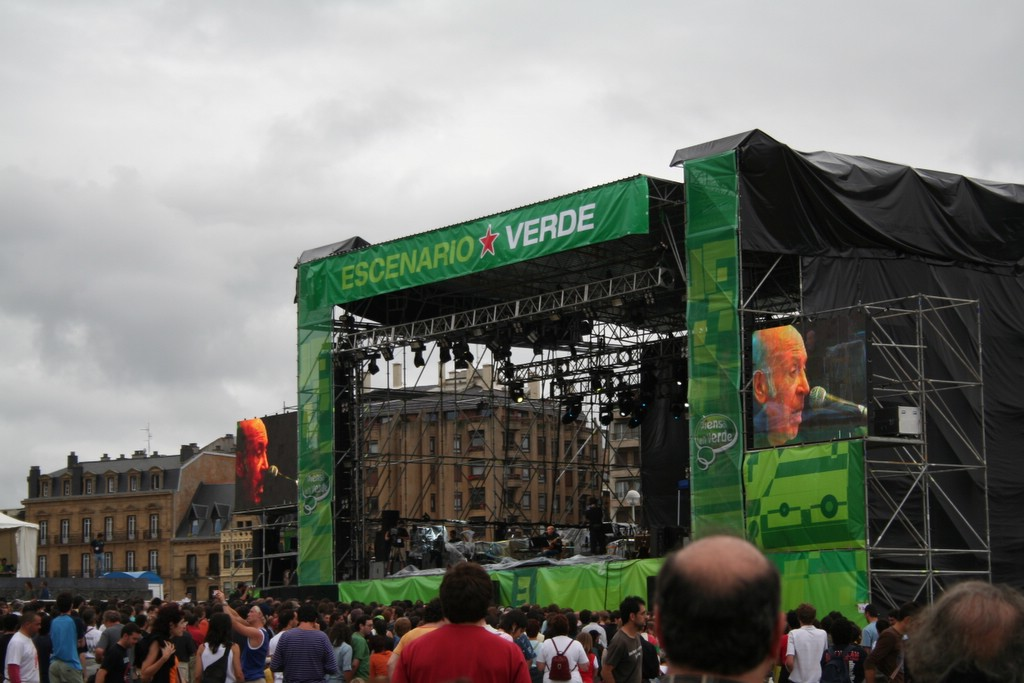
الحفل الأخير لميكيل لابوا، 11 يوليو 2006 في سان سيباستيان

كان لابوا قوة إبداعية لمدة 35 عامًا، واستمر في تقدمه في السن حتى أبعدته حالته الصحية الهشة عن المسرح. كان يتعاون كثيرًا مع موسيقي الجاز إيناكي سلفادور وعمل مع أورفيون دونوستيارا ومجموعات أوركسترا أخرى من بلاد الباسك. ظهرت بعض أغانيه الأكثر شهرة في الفيلم الوثائقي لا بيلوتا فاسكا ("كرة الباسك") لخوليو ميديم . في 11 يوليو 2006، قدم عرضه الأخير، وافتتح أمام بوب ديلان في "حفلة موسيقية من أجل السلام" أقيمت في مدينة دونوستيا-سان سيباستيان . 
من السمات الغريبة لعناوين ألبوماته حقيقة أنها رقمية. بدأت هذه العادة في عام 1974م بإصدار قرصه المكون من قرصين بات هيرو (1-3). الألبوم 2 ، الذي يحتوي على أغانٍ مستوحاة من كتابات بريشت، تم حظره من قبل الرقابة الفرانكويتية . تبع ذلك LP المزدوج لاو بوست (4-5) و 6 . يتألف كتابه ليكيتيوس من ألبومات من 7 إلى 11، على الرغم من أنه تم إصدار مجموعة فقط من هذه الألبومات من خلال التسويق البسيط. تبعهم 12 ، وتخطى لابوا الرقم 13 تكريمًا للمجموعة عز دوك أمايرو ، التي يعني اسمها "ليس هناك 13" في لغة الباسك. بعد ذلك أطلق سراحه 14 وألبوماته الحية 15 و 16 . باستثناء المجموعات والطبعات التي صدرت بعد وفاته، كان آخر إصدار له هو 17 ( زوريك ). 
كان تعاونه الأخير مع مجموعة باساخيس نيزروكسا، حيث ساهم في الأغنية الأولى والوحيدة على القرص الأول، "إخاراتوريك".
توفي ميكيل لابوا في 1 ديسمبر 2008 في مستشفى في دونوستيا-سان سيباستيان عن عمر يناهز 74 عامًا 

## تكريمات
- 2000: ميدالية الذهب من جامعة إقليم الباسك [6]
- 2008: ميدالية الذهب من مجلس مقاطعة جيبوثكوا [الإنجليزية] [7]
- 2018: تم تسمية ساحة في حي أنتيغو في سان سيباستيان باسم لابوا [8]

## ديسكغرافيا
خلال حياته، نشر لابوا 17 تسجيلاً. ظهر ثلاثة آخرون بعد وفاتهم. 
- أزكن ، 1964
- ميكيل لابوا ، 1966
- برتولت بريشتين لاو بويما ميكيل لابوارين أبوسيان ، 1969
- ميكيل لابوا ، 1969
- بات هيرو ، 1974
- لاو بوست ، 1980
- 6 (سي) ، 1985
- أوسكال كانتا بيريا ، 1987
- ليكيتيواك ، 1988
- 12 (حمابي) 1989
- 14 (همالاو) 1994
- ميكيل لابوا ، 1995
- زوزينيان ، 1997
- جيرنيكا زوزينيان 2, 2000
- 60ak+2 ، 2003
- شوريك - 17 ، 2005
- ليكيتيواك (2-CD)، 2007
- ميكيل لابوا (1934-2008) دي في دي، 2009
- ميكيل لابوا "في الذكرى" 2008
- جيرنيكا (ليكيتيو 4) 1972. ريمكس، 1937- 2012. محادثة بين نسختين. حوار بين الإصدارات . 2012

## روابط خارجية
- ميكيل لابوا . السيرة الذاتية والتسجيلات والأغاني والببليوغرافيا ومكتبة الصحف وغيرها من الوثائق.
- كرسي ميكيل لابوا ، تم إنشاؤه من خلال اتفاقية تعاون بين جامعة إقليم الباسك ومجلس مقاطعة جيبوثكوا
- ميكيل لابوا في موسوعة أونياميندي ( www.euskomedia.org )
- مقابلة في www.eusknews.com
- مقابلة في بيريا